# Say No to the Devil
Say No to the Devil je studiové album Svatopluka Karáska z roku 1978. Bylo nahráno monofonně v bytě Robina Hájka v Praze na půlstopé pásky rychlostí 38 cm/s. Album vyšlo ve Švédsku v roce 1979. Hudbu amerických tradicionálů otextoval Svatopluk Karásek. Reedice alba vyšla v roce 1991; v doplněných verzích pod názvem Řekni ďáblovi ne pak v roce 1998 a 2012.

## Album
| Say No to the Devil | Say No to the Devil               | Say No to the Devil | Say No to the Devil                              | Say No to the Devil |
| Pořadí              | Název                             | Hudba               | Text                                             | Délka               |
| ------------------- | --------------------------------- | ------------------- | ------------------------------------------------ | ------------------- |
| 1.                  | Vy silní ve víře                  | tradicionál         | Svatopluk Karásek                                | 2:10                |
| 2.                  | Kázání o svatbě v Káni galilejské | tradicionál         | Svatopluk Karásek                                | 4:15                |
| 3.                  | Podobenství o zrnu a koukolu      | tradicionál         | Svatopluk Karásek                                | 4:49                |
| 4.                  | Jak stromy volily krále           | tradicionál         | Svatopluk Karásek                                | 3:48                |
| 5.                  | Ženský jsou fajn                  | tradicionál         | Svatopluk Karásek                                | 7:14                |
| 6.                  | Kázání o zkáze Sodomy a Gomory    | tradicionál         | Svatopluk Karásek                                | 4:00                |
| 7.                  | Řekni ďáblovi ne                  | tradicionál         | Svatopluk Karásek                                | 4:02                |
| 8.                  | Já jsem ňákej stounavej           | tradicionál         | Svatopluk Karásek                                | 3:39                |
| 9.                  | Návštěva v pekle                  | tradicionál         | Svatopluk Karásek                                | 4:23                |
| 10.                 | Pavouci                           | tradicionál         | Svatopluk Karásek                                | 2:27                |
| 11.                 | Je pozdě                          | tradicionál         | Svatopluk Karásek                                | 5:40                |
| 12.                 | Proroctví o příchodu Mesiáše      | tradicionál         | První kniha Mojžíšova, kapitola 49, verš 11 a 12 | 1:50                |

## Řekni ďáblovi ne
V roce 1998 vydalo nakladatelství Globus International CD s názvem Řekni ďáblovi ne. Disk obsahuje původních 12 písní alba Say No to the Devil. Ty jsou doplněny dalšími čtyřmi písněmi, které byly zpracovány ze čtvrtstopách pásků z vlastnictví knihovny Libri prohibiti, nahraných rychlostí 19 cm/s.
| Pořadí | Název                            | Hudba       | Text              | Délka |
| ------ | -------------------------------- | ----------- | ----------------- | ----- |
| 13.    | Byl boj                          | tradicionál | Svatopluk Karásek | 5:58  |
| 14.    | Je lepší na skále život svůj mít | tradicionál | Svatopluk Karásek | 3:40  |
| 15.    | Báby                             | tradicionál | Svatopluk Karásek | 2:09  |
| 16.    | V nebi je trůn                   | tradicionál | Svatopluk Karásek | 3:36  |

## Reedice Galén 2012
V roce 2012 vyšla v nakladatelství Galén doplněná reedice. Vyšlo dvojité CD stejného názvu. První CD je shodné s CD vydaným v roce 1998. Na druhém CD je doplněno osm dalších nahrávek.